# سبنسر تريت كلارك
سبنسر تريت كلارك (بالإنجليزية: Spencer Treat Clark)‏ مواليد 24 سبتمبر 1987 في نيويورك، نيويورك، الولايات المتحدة، هو ممثل أمريكي بدأ مسيرته الفنية سنة 1995. درس في جامعة كولومبيا.

## الأعمال

### أفلام
- غلاديايتر (2000)
- غير قابل للكسر (2000) (بدور: جوزيف دان)
- نهر غامض (2003)
- البيت الأخير على اليسار (2009) (بدور: جستين)
- طارد الأرواح الأخير الجزء الثاني (2013) (بدور: كريس)

### مسلسلات
- عالم آخر (1995)
- القانون والنظام: الوحدة الخاصة للضحايا (2004)
- ذا غود وايف (2009) (بدور: كيني شاثام)
- ماد من (2015) (بدور: كيلي)
- عملاء شيلد (2015)
- إن سي آي إس (2017) (بدور: ريان)

## روابط خارجية
- سبنسر تريت كلارك على موقع IMDb (الإنجليزية)
- سبنسر تريت كلارك على موقع روتن توميتوز (الإنجليزية)
- سبنسر تريت كلارك على موقع إن إن دي بي (الإنجليزية)
- سبنسر تريت كلارك على موقع قاعدة بيانات الفيلم (الإنجليزية)